# Polypedilum xuei
Polypedilum xuei är en tvåvingeart som beskrevs av Zhang och Wang 2004. Polypedilum xuei ingår i släktet Polypedilum och familjen fjädermyggor. Inga underarter finns listade i Catalogue of Life.